# 枚方市立招提中学校
枚方市立招提中学校（ひらかたしりつ しょうだいちゅうがっこう）は、大阪府枚方市招提東町二丁目にある公立中学校。

## 概要
1973年に枚方市立第三中学校より分離開校した公立中学校である。数学科で週3時間の少人数授業を実施している。学校名の正式な表記は1975年に実施された住居表示に合わせて「しょうだい」となっているが、地元では「しょだい」中学校と呼ばれている。

## 沿革
- 1973年 - 開校。
- 2009年 - 校区変更。枚方市立平野小学校区のうち枚方市立第三中学校校区に指定されていた地域を校区に編入。平野小学校校区全域が招提中学校校区となる。

## 部活動
体育系
- サッカー部
- 野球部
- 男子テニス部
- 女子テニス部
- 女子バドミントン部
- 卓球部
- 男子バスケットボール部
- 女子バレーボール部
- 女子ソフトボール部

文化系
- 軽音楽部
- 華道部
- 美術部

## 通学区域
- 枚方市立招提小学校と枚方市立平野小学校の通学区域（全域）。

## 交通
京阪本線樟葉駅より京阪バス39番枚方市駅行、もしくは京阪本線枚方市駅より京阪バス39番くずは行に乗り、いずれも「招提南町」で下車。

## 出身者
- 柳原哲也 - お笑い芸人（アメリカザリガニ）
- 平井善之 - お笑い芸人（アメリカザリガニ）
- 小崎まり - 陸上競技（中距離走・長距離走・マラソン）選手[2]
- 中谷翼 - プロ野球・広島東洋カープ内野手[3]